# Platja de Cala d'en Bosch
La platja de Cala d'en Bosch és una platja natural del municipi de Sant Feliu de Guíxols (Baix Empordà), situada al costat sud de la Punta d'en Bosch, a tocar de la platja de Cala Urgell. Orientada al sud-est, té una longitud de 29 m i una amplada de 9 m, formada per còdols i blocs. No és accessible a peu. Just sobre la vertical de la cala hi ha un mirador de la carretera GI-692 conegut com el mirador de Cala Urgell.